# Terratrèmol i tsunami del Japó del 2011
El terratrèmol del Japó de 2011 va ser un sisme que va tenir lloc a les 05:46:23 (UTC) del divendres 11 de març de 2011 i que va assolir una magnitud de 8,9 a l'escala sismològica de magnitud de moment (Mw). L'epicentre del terratrèmol es va localitzar sota mar, davant les costes de l'illa de Honshū, a 130 quilòmetres a l'est de Sendai, a la prefectura de Miyagi, al Japó. En un primer moment es va calcular una magnitud de 7,9 Mw, tot i que posteriorment es va elevar a 8,9 i finalment a 9, segons mesures del Servei Geològic del Japó. El terratrèmol va durar uns 2 minuts. L'USGS va explicar que el terratrèmol va tenir lloc a causa d'un desplaçament en les proximitats de la zona de la interfase entre plaques de subducció, concretament entre la placa del Pacífic i la placa nord-americana. A la latitud en què va ocórrer aquest terratrèmol, la placa del Pacífic es desplaçà en direcció oest respecte de la placa Nord-americana a una velocitat de 83 mm/any. La placa del Pacífic es fica sota del Japó a la fossa del Japó, i s'enfonsa en direcció oest sota Àsia.
Dos dies abans ocorregué un altre terratrèmol de menor magnitud, el dimecres 9 de març a les 02:45:18 UTC. Va tenir lloc a la mateixa zona de la costa oriental de Honshū i va tenir una magnitud de 7,2 en l'escala de Richter, a una profunditat de 14,1 quilòmetres. També aquest dia les autoritats de l'Agència Meteorològica del Japó van donar una alerta de tsunami —només local— per a la costa est d'aquest país.
La magnitud de 8,9 MW el va convertir en el terratrèmol més potent sofert al Japó fins a la data així com el cinquè més potent del món de tots els terratrèmols mesurats fins ara. Des de 1973 la zona de subducció de la fossa del Japó ha experimentat diversos esdeveniments sísmics de magnitud 7 o superior. El major va ser un terratrèmol ocorregut el desembre del 1994 que va tenir una magnitud de 7,8, amb epicentre a uns 260 km al nord del terratrèmol de l'11 de març del 2011; va causar 3 morts i uns 300 ferits.
Hores després del sisme i el posterior tsunami, el volcà Karangetang de l'illa Cèlebes (Indonèsia) va entrar en erupció a conseqüència del terratrèmol inicial.

## Terratrèmol
El terratrèmol principal va estar precedit d'una llarga sèrie de moviments sísmics previs, que va començar amb un tremolor de 7,2 MW el dia 9 de març de 2011, aproximadament a 40 quilòmetres de distància d'on es va produir el terratrèmol de l'11 de març, i seguit d'un altre el mateix dia de la catàstrofe que va excedir els 6 MW d'intensitat. Un minut abans del terratrèmol principal, el Sistema d'alerta de terratrèmols del Japó, connectat a prop de 1.000 sismògrafs al Japó, va enviar una sèrie d'avisos als diferents mitjans de comunicació japonesos alertant del perill imminent. Es creu que gràcies a aquestes alertes es van poder salvar una gran quantitat de persones.
L'epicentre del terratrèmol es va localitzar a l'oceà Pacífic, a 130 quilòmetres a l'est de Sendai, a Honshu, sobre la placa tectònica coneguda com a placa nord-americana a les 14:46 hora local. Es va situar a 373 quilòmetres de Tòquio, capital del Japó, d'acord amb el Servei Geològic dels Estats Units (USGS). Després del terratrèmol es van registrar múltiples rèpliques. Un sisme de magnitud 7,0 es registrà a les 15:06 hora local, de 7,4 a les 15:15 hora local i de 7,2 a les 15:26 hora local. Més de cent rèpliques superar la magitud de 4,5 després del sisme inicial.
En un principi l'USGS va informar d'una magnitud 7,9 tot i que ràpidament es va modificar a 8,8 i després a 8,9, i posteriorment a una entre 9,0 i 9,1.
El terratrèmol es va produir a la Fossa del Japó, on la Placa del Pacífic se subdueix sota la Placa d'Okhotsk. Un terratrèmol d'aquesta magnitud en general té un front de ruptura d'uns 480 quilòmetres i li cal una línia de falla relativament recta i llarga. Com que el límit de plaques i la zona de subducció en aquesta regió no és tan recte, els terratrèmols en aquesta regió solen ser d'uns 8-8,5 de magnitud. La magnitud d'aquest terratrèmol va ser una sorpresa per a alguns sismòlegs. La regió hipocentre d'aquest terratrèmol s'estén des de la costa d'Iwate fins a les prefectures d'Ibaraki. L'Agència Meteorològica del Japó va dir que aquest terratrèmol pot haver generat una ruptura en la falla des Iwate a Ibaraki, amb una longitud de 400 quilòmetres i una amplada de 200 quilòmetres. S'ha assenyalat que aquest terratrèmol pot tenir el mateix mecanisme que el d'un altre gran terratrèmol al 869, que també va causar un tsunami de grans dimensions.
El terratrèmol ha registrat un màxim de 7 a l'escala sísmica japonesa a Kurihara, a la prefectura de Miyagi. Tres prefectures més (Ibaraki, Fukushima i Tochigi) han aconseguit l'escala 6. Estacions sísmiques a Iwate, Gunma, Saitama i Chiba han mesurat els tremolors per sota del grau 6, mentre que a Tòquio s'ha aconseguit el grau 5.
Un oficial de la ciutat més malmesa, Kurihara a la prefectura de Miyagi, va respondre en una entrevista telefònica per a l'Agence France-Presse: 
| « | Vam ser sacsejats tan fort que vam haver de subjectar-per no caure. No podíem escapar dels edificis immediatament perquè els tremolors no paraven ... La policia ara està al carrer, recollint informació del dany. | » |

Un altre terratrèmol ha arribat a la magnitud 6.7 segons l'Agència de Meteorologia del Japó (JPA) a les 18:59 UTC, de l'11 de març (03:59, del 12 de març hora local). El seu hipocentre ha estat a la prefectura de Niigata a una profunditat de 10 quilòmetres. La sacsejada ha superat els 6 en l'escala JMA en la prefectura de Nagano i els 6 a Niigata. També hi ha hagut nombroses rèpliques.

### Impacte geofísic
La costa del Japó es va desplaçar cap a l'oest aproximadament quatre metres, segons la zona, a conseqüència del terratrèmol. Aquest es va produir en una zona on conflueixen dues plaques tectòniques. Com a conseqüència del moviment, la placa del Pacífic va avançar per sota de la placa Nord-Americana, on s'assenta l'arxipèlag japonès, entre sis i vint-i-sis metres en direcció cap a l'oest. L'elevació de la placa Nord-Americana va ser justament el moviment que va generar el tsunami. L'àrea de ruptura fa uns quatre-cents quilòmetres de nord a sud.
Un informe de l'institut italià de geofísica i vulcanologia suggereix que l'efecte dels terratrèmols d'aquesta regió ha estat tan gran que l'eix de rotació de la Terra ha variat de 25 cm. Un informe de l'U.S. Geological Survey diu que l'illa de Honshu, la major del Japó, ha girat 2,4 metres cap a l'est.

## Tsunami

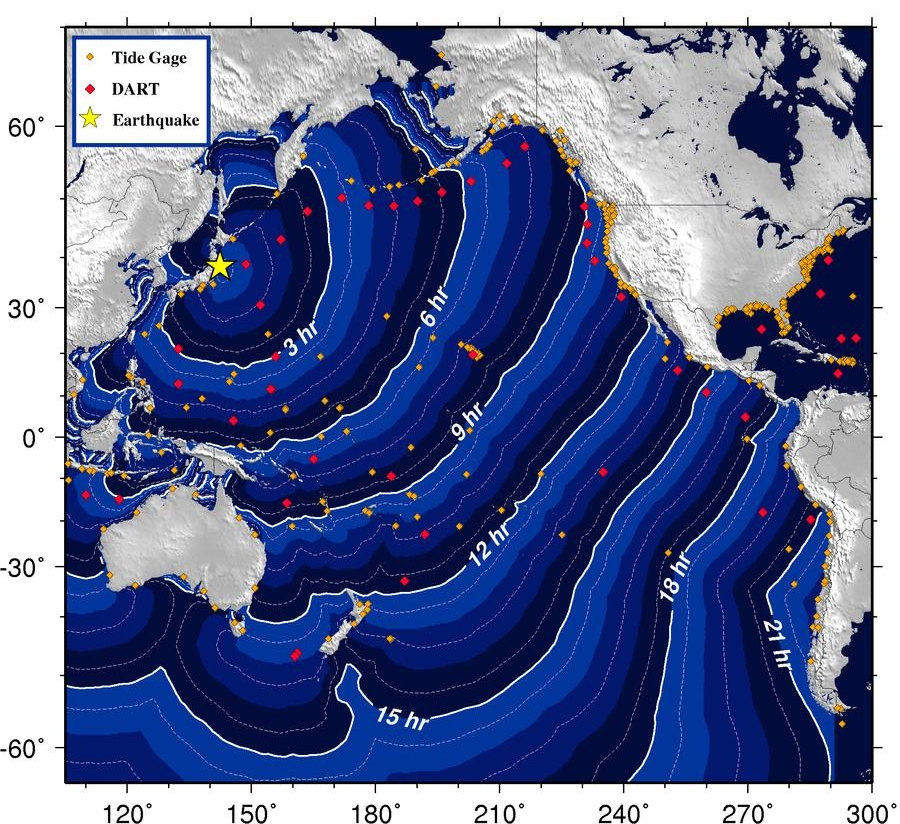
Temps de viatge del tsunami

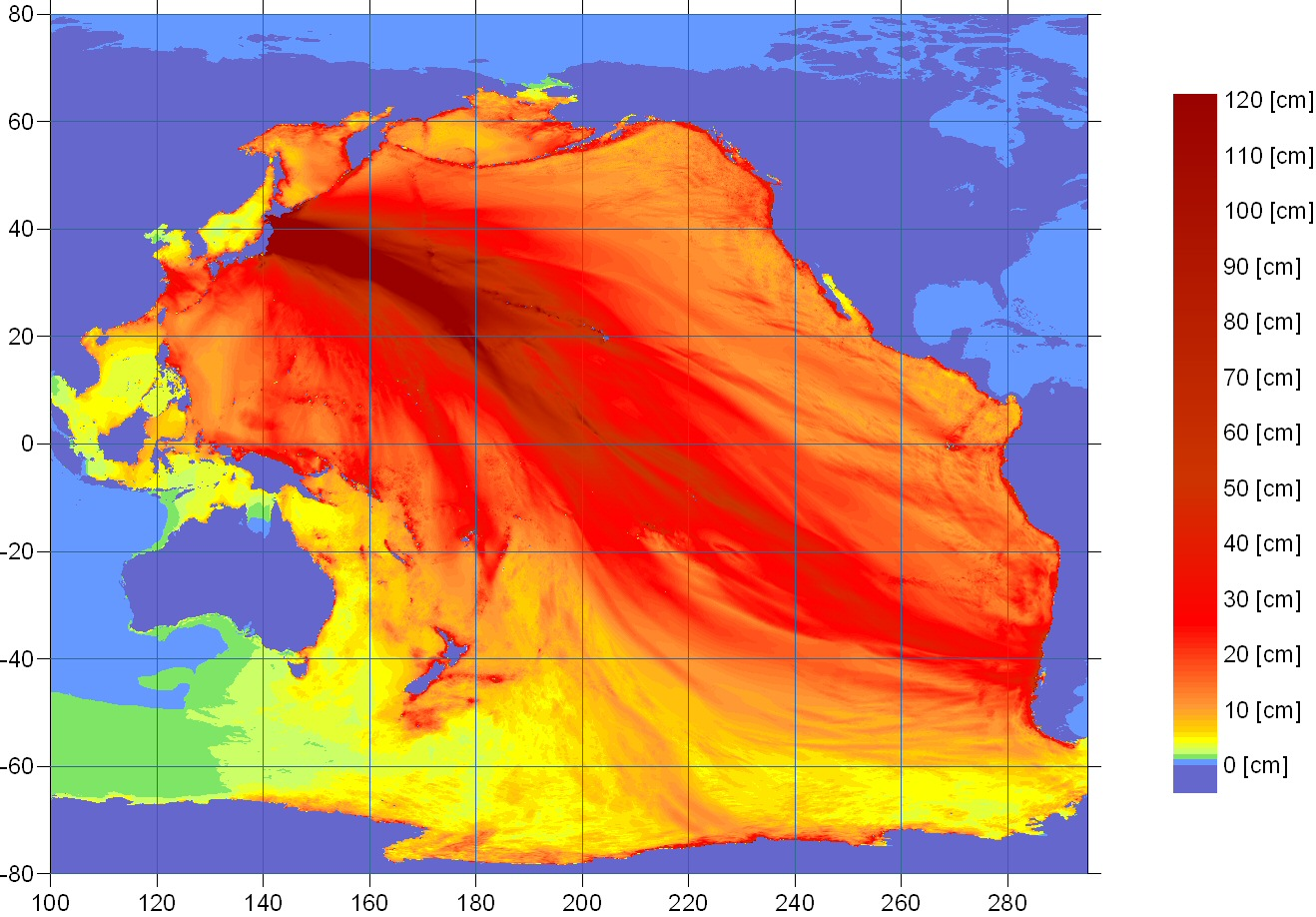
Previsió de distribució de l'energia del tsunami produït pel terratrèmol de Sendai 2011 emès per la NOAA.

Després del sisme es va generar una alerta de tsunami per a la costa pacífica del Japó i altres països, inclosos Nova Zelanda, Austràlia, Rússia, Guam, Filipines, Indonèsia, Papua Nova Guinea, Nauru, Hawaii, Illes Marianes del Nord, Estats Units, Taiwan, Amèrica Central, Mèxic i en Sud-amèrica, Colòmbia, Perú, Equador i Xile. L'alerta de tsunami emesa pel Japó va ser la més greu en la seva escala local d'alerta, el que implica que s'esperava una onada de 10 metres d'altura. Una onada de 0,5 metres va colpejar la costa nord del Japó. L'agència de notícies Kyodo ha informat que un tsunami de 4 m d'alçada havia colpejat la Prefectura d'Iwate al Japó. Es va observar un tsunami de 10 metres d'altura a l'aeroport de Sendai, a la Prefectura de Miyagi, que va quedar inundat, amb onades que van escombrar cotxes i edificis a mesura que s'endinsaven en terra.
A les 09:28 p. m. hora de Hawaii, el Servei meteorològic nacional dels Estats Units va emetre una alerta de tsunami fins a les 7 a. m. per a tot Hawaii. S'esperava que les ones del tsunami arribarien a Hawaii a les 02:59 a. m. hora local. Tot el cercle del Pacífic es va trobar sota alerta de tsunami.
A les 11:33 p. m. hora del pacífic, el Servei meteorològic nacional dels Estats Units va emetre un avís de tsunami per la costa d'Alaska des de la badia de Chignik fins a l'Illa Attu, i vigilància de tsunami per tota la costa pacífica del Canadà i Estats Units des de la badia de Chignik a la frontera de Califòrnia amb Mèxic. S'esperaven les primeres onades a l'Illa Shemya cap a les 12:13 a. m. (AST).
El tsunami va generar una variació en el nivell del mar al llarg de tota la costa d'Amèrica.
A l'Equador el president Rafael Correa a les 06:30 (hora local), va emetre un comunicat en què instava a l'evacuació de totes les costes del país, exigint que les cooperatives de busos que es dirigeixen des de les regions costaneres cap a l'interior del país donin mobilització gratuïta, i recomanar a la població dirigir cap a terres altes, d'almenys 50 sobre el nivell del mar.
L'Illa de Pasqua (Xile) va ser una de les primeres localitats a ser alertades del tsunami, allà el seguit d'onades va començar aproximadament a les 23:26 (UTC) (18:26 hora local d'Illa de Pasqua; 20 : 26 a Xile continental). Segons imatges difoses per la Televisió Nacional de Xile en viu des de l'Illa de Pasqua, han arribat visibles i notables onades a la costa de l'Illa de Pasqua a partir de les 01:17 UTC (20:17 hora local d'Illa de Pasqua, 22: 17 hora a Xile Continental). Des de les 15:00 (hora local) es va evacuar la població que es trobava a la costa a menys de 20 metres sobre nivell del mar cap a l'aeroport de Mataveri (aproximadament 45 metres sobre nivell del mar). A les 18:30 (hora local) el ministre de l'interior Rodrigo Hinzpeter va augmentar el grau de l'alerta a "alarma de tsunami" per l'illa i va anunciar com a mesura obligatòria l'evacuació de les zones costaneres de Xile continental inundables abans de les 21:30, a excepció de Port Montt, Punta Arenas i Port Williams, que ho hauran de fer més tard. La costa de Xile és l'últim lloc del Pacífic on va arribar el tsunami.

## Efectes al Japó

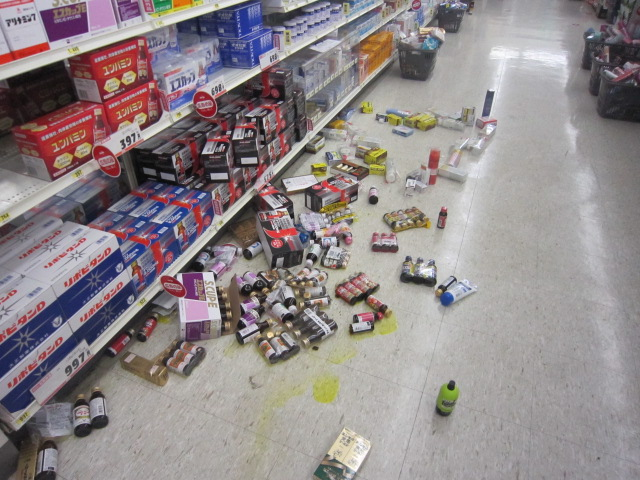
Productes caiguts d'un supermercat a Tòquio després del terratrèmol.

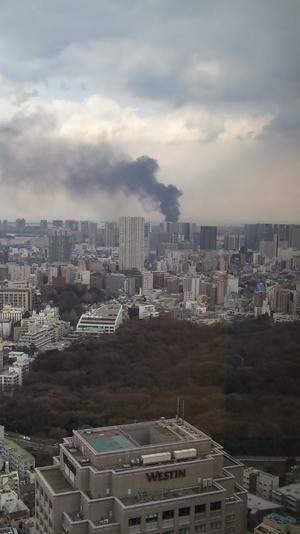
Incendis a Tòquio, a més de 350 quilòmetres de l'epicentre del sisme.

La NHK ha confirmat que el nombre de víctimes mortals ascendeix de 133 a 1.000 en sis diferents prefectures i 88.000 desapareguts (1:31, hora del Japó). A la costa de Sendai, la policia va trobar entre 200 i 300 cadàvers, mentre que 100 persones que es trobaven a bord d'un vaixell que havia acabat de salpar d'Ishinomaki es troben desaparegudes.
Després del terratrèmol, es va poder observar una columna de fum que pujava d'un edifici situat al port de Tòquio. Algunes àrees d'aquest port han resultat inundades. Els serveis del tren bala Shinkansen amb origen i destinació Tòquio van ser suspesos, encara que no es van produir descarrilaments (ja que el portaveu del Govern japonès, Yukio Edan, va demanar als ciutadans de Tòquio que es protegeixen en llocs segurs com oficines, alhora que va fer una crida perquè la gent no fes esforços "massa durs" per tornar a casa i va advertir que, si tothom optés per tornar a casa, les voreres podrien tenir la mateixa imatge que els vagons plens en hora punta). Altres serveis de tren en diferents parts del Japó van ser també suspesos. Els aeroports de Narita i Haneda van suspendre les operacions després del tremolor i tots els vols van ser desviats a altres aeroports fins a nou avís.
Una refineria petrolífera es va incendiar a Ichihara, a l'est de Tòquio, a conseqüència del terratrèmol.
Els futurs de l'índex Nikkei 225 van patir una caiguda del 5% en operacions després del tancament. Alguns analistes financers pronosticaren que, tot i la caiguda de la borsa del Japó, en els mesos hi hauria un creixement econòmic per les obres de reconstrucció.
El ministre de Defensa xifra en 1.800 les cases destruïdes en la Prefectura de Fukushima (01:44, hora japonesa).

### Efecte sobre plantes d'energia nuclear
El primer ministre del Japó Naoto Kan va informar que el divendres 11 de març s'havia decretat l'estat d'emergència nuclear, per la qual cosa 11 de les 55 centrals que hi ha al país es van aturar automàticament, com a mesura de seguretat. Així, entre les que s'havien apagat automàticament hi havia les centrals nuclears d'Onagawa, Fukushima I i Fukushima II, i que no s'havia produït cap fuita radioactiva.

#### Central nuclear de Fukushima 1

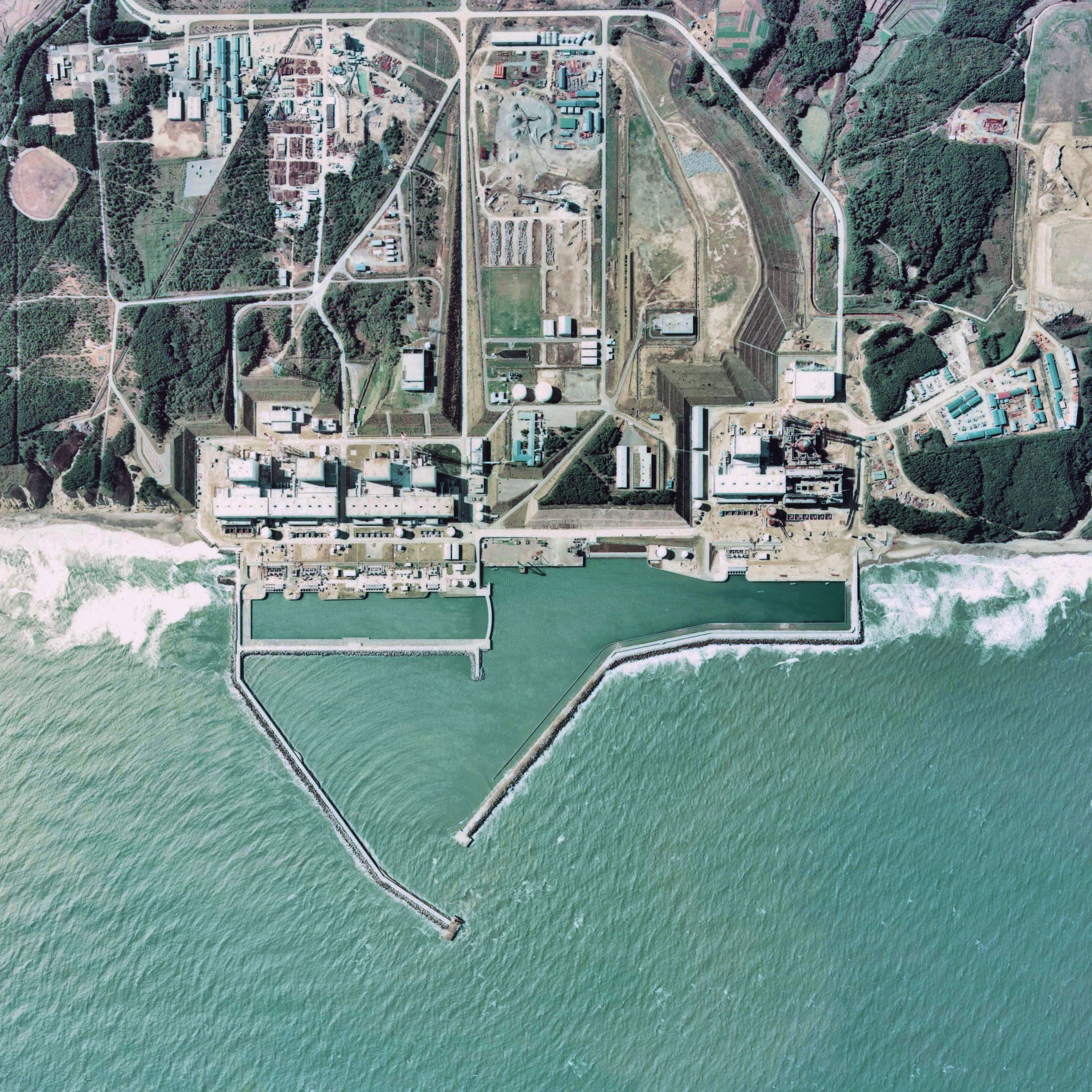
El sistema de refredament d'algunes piscines d'emmagatzament de combustible gastat de la planta nuclear de Fukushima va ser malmès. Es tracta d'un sistema independent que no té cap interacció amb el nucli del reactor. (Vegeu Funcionament bàsic d'una central nuclear i del seu reactor, Refrigeració d'un reactor nuclear).

Es va declarar un estat d'emergència a la central nuclear de Fukushima 1 de l'empresa Tòquio Electric Power, TEPCO, a causa de la falla dels sistemes de refrigeració de la piscina on s'emmagatzema el combustible nuclear gastat d'un dels reactors. Es va informar en un primer moment que no hi havia fuites radioactives, però es van evacuar 3.000 habitants en un radi de 3 km del reactor. Durant el matí del dia 12 es va augmentar a 10 km, afectant a unes 45.000 persones, però en produir-se una explosió a la piscina de combustible gastat a l'edifici, però fora del mur de contenció, d'un reactor de la central, les autoritats van decidir augmentar el radi a 20 km. El combustible nuclear utilitzat es guarda en una piscina d'aigua que evita que la seva radioactivitat s'expandeixi a l'exterior. La piscina està connectada a un circuit de refrigeració per a extreure-hi calor, aprofitar-la i enviar-la també a la xarxa en forma d'electricitat. Aquest sistema funciona amb l'energia generada al reactor i té també un sistema alternatiu que funciona amb fuel. En espatllar-se el sistema de refrigeració, l'aigua s'anava escalfant i es va produir hidròlisi, que va fer baixar la quantitat d'aigua, amb la qual cosa aquesta s'escalfava més ràpidament, i va deixar anar hidrogen, que en estar en un edifici tancat hermèticament va fer pujar la pressió d'aquest. La pressió va fer que els ions d'hidrogen explotessin, cosa per la qual es va decidir trencar l'edifici, així el vapor i l'hidrogen fugien lliurement a l'aire i no podria haver sobrepressió ni explosions. El combustible usat no cobert per l'aigua està en contacte amb l'aire i hi pot deixar anar radioactivitat. Els nivells de radiació a la cambra de control de la planta van ser de mil vegades per sobre dels nivells normals. i en la porta de la planta es van trobar nivells vuit vegades superiors als normals. Hi ha la possibilitat d'una fusió del nucli. Després de l'explosió les autoritats confirmaren que els nivells de radiació havien disminuït. Més tard les autoritats donen una categoria de 4 en una escala de 7 a l'Escala Internacional d'Accidents Nuclears evacuant a més 45.000 persones i començant a distribuir iode no radioactiu per a intentant minvar el risc de càncer de tiroide a causa de la radiació, qualificant aquest incident com el més greu des de l'accident de Txernòbil. També va resultar danyat el sistema de refrigeració de les piscines de combustible gastat dels reactors I, II i IV de la central nuclear de Fukushima 2.

#### Central nuclear d'Onagawa
Es va informar d'un incendi a l'edifici de turbines de la central nuclear d'Onagawa que està en un edifici separat al reactor nuclear, en Miyagi, informació que es contradiu amb la declaració del govern japonès. Segons la legislació nipona només es declara emergència ambiental quan ha existit fuga de material radioactiu o falla en els circuits de la central.

### Efecte sobre els mercats financers
L'índex Nikkei del Japó va presentar una caiguda de futurs del 5% en el comerç del mercat secundari. Altres mercats borsaris del món també han patit baixades per les conseqüències del terratrèmol; al mercat alemany DAX va perdre un 1,2% i va caure fins als 6.978 punts en pocs minuts. El mercat borsari de Bombai o Sensex d'Índia també ha patit un retrocés del 0,84%. Els preus del petroli també han caigut com a conseqüència del terratrèmol japonès, baixant en el mercat dels Estats Units, una baixada fins als 99,01 $ al tancament des de $ 100,08 $ de cotització al migdia, així com la barril de Brent baixant 2,62 $ fins als 112, $ 81.
En Hong Kong, el secretari de Finances John Tsang va advertir als inversors que fossin cauts, ja que el terratrèmol només representarà un impacte a curt termini en mercat borsari local.